# Willersdorf (Gammelsdorf)

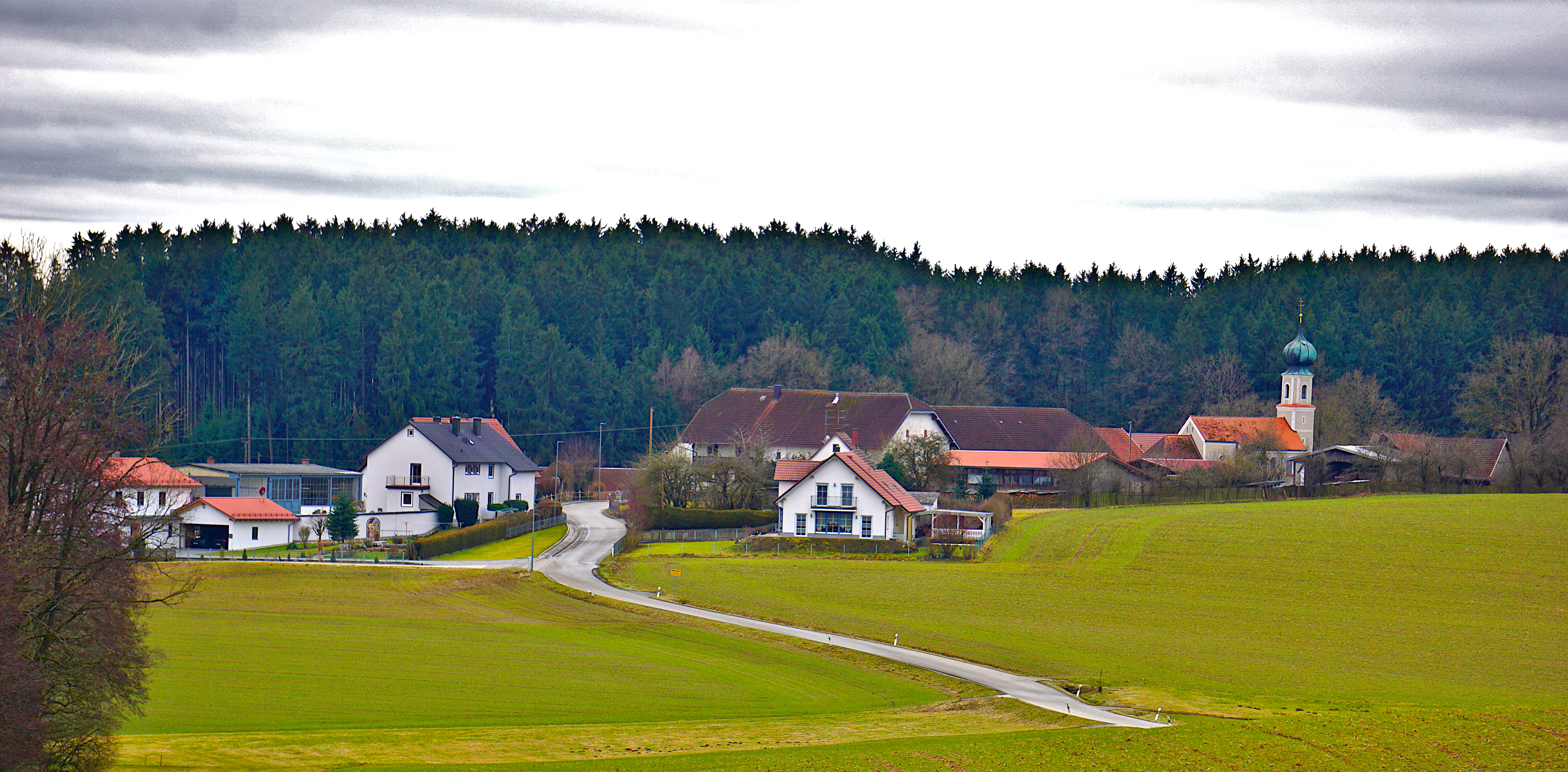
Blick auf Willersdorf

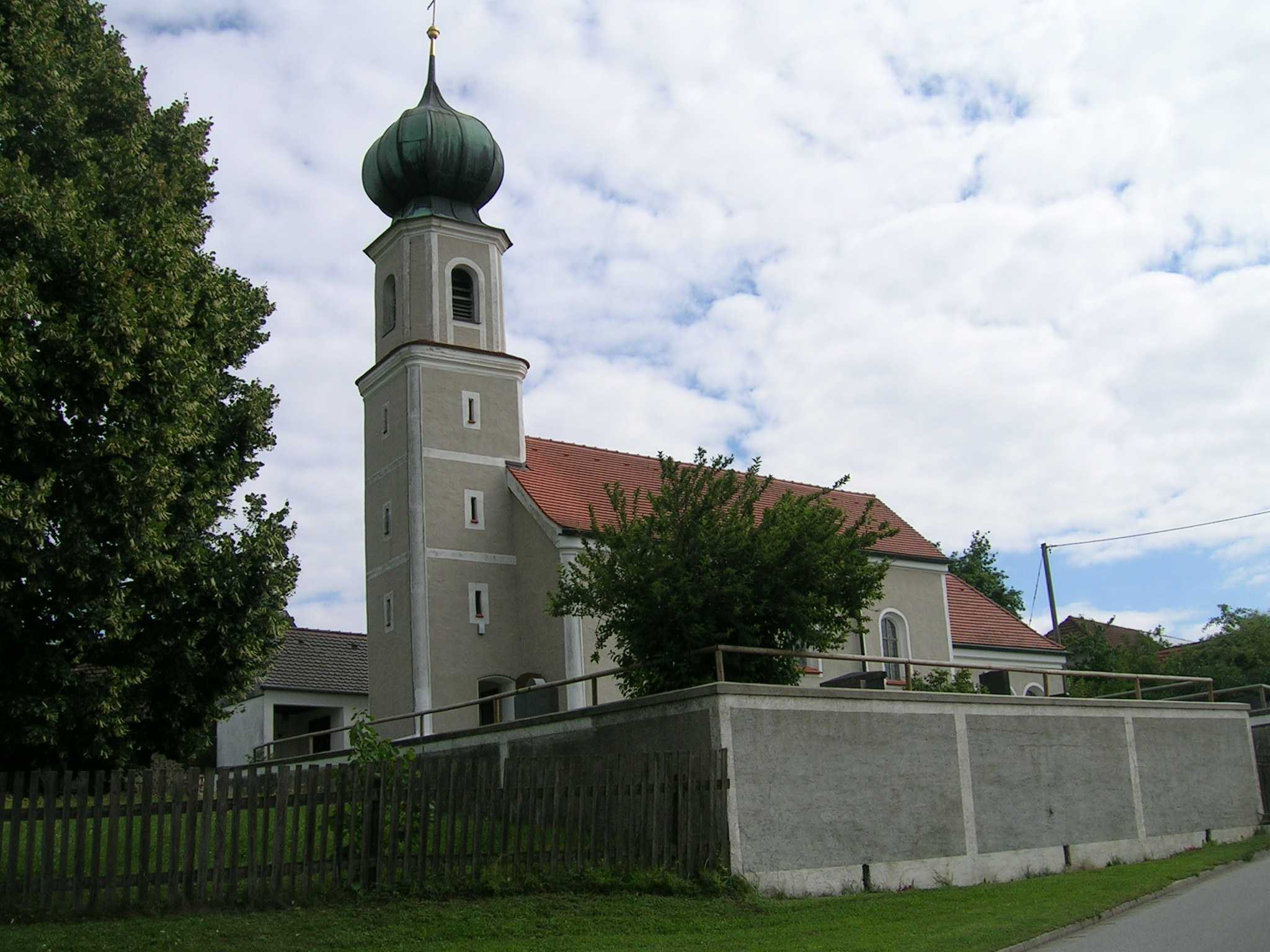
Kirche in Willersdorf

Willersdorf ist ein Gemeindeteil der Gemeinde Gammelsdorf im oberbayerischen Landkreis Freising. 

## Geschichte
Das 1143 erstmals als Willehalmestorf urkundlich erwähnte Willersdorf war bis 1. Januar 1971 Teil der Gemeinde Reichersdorf und wurde mit Reichersdorf nach Gammelsdorf eingemeindet.

## Kirche
Die katholische Filialkirche St. Jakobus der Ältere ist ein Saalbau mit stark eingezogenem, gerade schließendem Chor. Die Kirche mit Westturm und angefügter Sakristei wurde im Stil des Rokoko 1776 bis 1779 als Ersatzbau für die vorherige, eingestürzte Kirche erbaut. Sie ist das einzige in die Denkmalliste von Willersdorf eingetragene Objekt.